# Celestino Cornielle
Celestino Cornielle est un acteur dominicain né à San Francisco de Macorís en République dominicaine.

## Biographie
Originaire de la République dominicaine, Celestino est le plus jeune des six enfants dans sa famille. À la recherche d'opportunités, sa famille a déménagé aux États-Unis à New York à l'âge de cinq ans. Plus tard, ils ont re-déménagé à Miami en Floride, là où il a commencé sa carrière d'acteur avec le film indépendant Carlita's Secret, avec Eva Longoria. Celestino a également joué un rôle récurrent dans la série Des jours et des vies en jouant le rôle de Daniel Moreno. Il fait certaines autres apparitions télévisées il interprète le sergent-maître marine Shawn Lewis dans NCIS : Los Angeles et Tendo Guinta, un chef de gang futuriste, dans la série Minority Report. Connu aussi pour avoir prêté sa voix dans la franchise de jeu vidéo Call of Duty: Black Ops 2, il a joué au sceau de la marine, Javier Salazar. En 2017 il joue dans Fast and Furious 8 en jouant le rôle de Raldo.

## Filmographie

### Cinéma
- 2004 : Carlita's Secret de George Cotayo : Luis
- 2006 : Where Is Love Waiting de Danielle L. Ross : Craig
- 2008 : Hitting the Bricks de Brian T. Jaynes : Rocco
- 2013 : Hansel & Gretel Get Baked de Duane Journey : Octavio
- 2016 : Nasty Piece of Work de James Ursini : Joseph Lanza
- 2017 : Fast and Furious 8 de F. Gary Gray : Raldo

### Télévision
- 2002 : Hotel Erotica : The Mailman
- 2003 : Jimmy Kimmel Live! : Jorge De La Cruz
- 2006 : Secrets of a Small Town : Male Staffer
- 2006 : Girlfriends : Raùl
- 2007 : Shark : Daniel Moreno
- 2007 : NCIS : Enquêtes spéciales : Marine Corporal Keener
- 2007 : Women's Murder Club : Hex
- 2007 : Life : Cop #2
- 2007-2014 : Des jours et des vies : Miguel Moreno
- 2008 : Dexter : Felipe
- 2010 : Les Experts : Miami : Joe Tepper
- 2010 : Sex Chronicles : Panther
- 2011 : Mentalist : Tomas
- 2011 : House of Payne : Chester Wilkinson
- 2012 : The Finder : Carlos Abreu
- 2013 : Rizzoli and Isles : Detective Miguel Ortiz
- 2013 : Marvel : Les Agents du SHIELD : Vilca
- 2014 : NCIS : Los Angeles : Marine Master Sergent Shawn Lewis
- 2015 : Agent X : Glenn
- 2016 : Minority Report : Tendo Guinta
- 2016 : The GPS Zone : David
- 2017 : Shooter : Tito
- 2017 : Major Crimes : Cristian Ortiz
- 2017 : Hawaii 5-0 : Hitmen Leader
- 2019 : Too old to die young : Celestino

### Jeux vidéo
- Call of Duty: Black Ops II : Javier Salazar (voix)